# Edbaye El Hijaj
Edbaye El Hijaj è uno dei quattro comuni del dipartimento di M'Bagne, situato nella regione di Brakna in Mauritania. Contava 6.958 abitanti nel censimento della popolazione del 2000.